# 拉萨古建筑保护院
拉萨古建筑保护院是拉萨市文物管理局组织认定的拉萨市的一批古建筑院落。第一批93处的名单于1998年公布。
拉萨古老的民居院落历史悠久，数量众多。除列入保护名单者外，还有许多已毁（如索康）或现存的院落尚未列入。
1998年保护名单公布之后，这些大院的保护情况很不理想，许多遭到拆除。2002年调查时，仅存50多处。2011年8月，在拉萨市城关区文物局、住房和建设局的协助下，拉萨市文物局对拉萨老城区内的古建筑大院进行了一次普查与核对。经过核对，拉萨老城区内现存的具有较高文化、历史及旅游价值的古建筑大院共有56座（不含寺庙）。拉萨市文物局将这56处古建筑大院向拉萨市人民政府申报为拉萨市文物保护单位，于同年9月获得批准并向社会公布。现存这50多处古建筑院落，主要分布在面积1.3平方公里的拉萨老城核心历史文化街区——八廓街范围内，始建年代从7世纪到1950年代，按传统功能可分为5种类型：贵族府邸、活佛私宅、寺庙僧舍、官员驻锡办公地、商户民居。

## 第一批（93处）
以下列出第一批93处古建筑保护院。
1. 奴玛
2. 嘎米达热
3. 嘎结夏
4. 根布夏
5. 娘容夏
6. 门吉林
7. 查其夏
8. 曲尺岗
9. 措那从康
10. 冲赛康
11. 罗崩夏
12. 独康强
13. 墨如宁巴
14. 达东夏
15. 朗馍馍
16. 朗仓强
17. 邦达仓[3]
18. 夏扎
19. 颇章萨巴[4]
20. 俊巴
21. 热堆康赞
22. 果赤从康
23. 北京从康
24. 果瓦康赞
25. 左木热[5]
26. 阿康
27. 丹康夏
28. 拉让宁巴[6]
29. 拉宁它仓
30. 加卡夏
31. 桑珠颇章
32. 荣扎
33. 日苏夏
34. 日苏奴
35. 坡容卡
36. 帕拉
37. 卓康
38. 德吉康萨
39. 玛朗巴
40. 喜嘎夏
41. 喜嘎奴
42. 吉日拉扎
43. 吉吉康琼
44. 吉日卓康
45. 阿康
46. 朗赛康萨[7]
47. 门孜康
48. 敏珠强
49. 贡桑孜
50. 果嘎宁巴
51. 岭苍
52. 鲁固果瓦康萨
53. 乃乌夏
54. 雍宫夏
55. 扎康
56. 加央吉
57. 旺堆康萨
58. 思目康琼
59. 赤松阿旺拉章
60. 平康
61. 尊母康萨
62. 哲康
63. 岗旦康萨
64. 策墨林[8]
65. 桑东
66. 盘雪
67. 角那仓
68. 加措扎西
69. 摘冻
70. 吉麦
71. 杰吉林
72. 琼结崩唐
73. 卡尔旦
74. 唐嘎
75. 赤江拉让
76. 冲巴卡
77. 顿旺
78. 思木苏
79. 玉岗强朗卡奴
80. 维色拉章
81. 朗奴
82. 夏帽嘎布
83. 岗嘎夏
84. 曲苏
85. 林仓达热
86. 森碑
87. 玛尼塘
88. 拉定
89. 锡德林[9]
90. 清宫
91. 宅康
92. 热振达热
93. 哲布林

以上名单与现各大院挂牌上的汉语名称可能略微有出入。不一致者请以挂牌上标示名称为准。

## 延伸阅读
- 拉萨八廓街，中国文化传媒网，2010-03-26